# Escudo de Alta Abjasia
La versión actual del escudo de armas de Alta Abjasia fue adoptada en 2006. Está basada en las armas medievales de la Casa de los Bagration que reinó en el país.
En el escudo figura, en un campo de gules, la figura de un jinete de plata que representa a San Jorge, patrón de Georgia y de Alta Abjasia, armado con una lanza sobre un caballo del mismo metal que está matando a un dragón también de plata. Al timbre una corona real cerrada de oro. El blasón es sostenido por dos tenantes o soportes con forma de león, de oro. Los leones y el blasón se sitúan sobre una cinta de plata cargada con el lema nacional en letras de sable: ძალა ერთობაშია “Dzala Ertobashia” (“La Fuerza está en la Unidad”)
- Datos: Q5837852